# Daniel Rabreau
Daniel Rabreau, né à Guérande le 27 juillet 1945, est un historien de l'art, professeur émérite à l'Université de Paris I-Panthéon-Sorbonne, spécialiste de l'art et de l'architecture du XVIIIe siècle.

## Biographie
Élève d'André Chastel, sous la direction duquel il rédige sa thèse sur Le théâtre et l'"embellissement" des villes de France au XVIIIe siècle, Daniel Rabreau a consacré ses recherches à l'art urbain, l'architecture, la sculpture et l'iconographie monumentale des XVIIIe et XIXe siècles. 
Il a été professeur à l'université de Bordeaux III puis à Paris I-Panthéon-Sorbonne. Il a fondé et dirigé le GHAMU (Groupe Histoire Architecture Mentalités urbaines), qui rassemble des chercheurs, professionnels et amateurs du patrimoine architectural et urbain, et le Centre Ledoux. Il a été au comité de rédaction de la Revue de l'Art et a dirigé la revue de l'APAHAU (Association des professeurs d'archéologie et d'histoire de l'art de l'Université), Histoire de l'art.

## Principales publications
- (avec Monique Mosser) Charles de Wailly (1730-1798) peintre-architecte dans l'Europe des Lumières, Paris : CNMHS, 1979
- Le théâtre de Nantes ou l'urbanisme mis en lumière, Paris : CNMHS, 1980
- (collectif) Le progrès des arts réunis, 1763-1815 : mythe culturel, des origines de la Révolution à la fin de l'Empire ?, Bordeaux : William Blake & co, 1992
- (collectif) Paris, capitale des arts sous Louis XV : peinture, sculpture, architecture, fêtes, iconographie, Bordeaux : William Blake & co, 1997
- (collectif) Imaginaire et création artistique à Paris sous l'Ancien Régime, XVIIe – XVIIIe siècles : art, politique, trompe-l'œil, voyages, spectacles et jardins, Bordeaux : William Blake & co, 1998
- Claude-Nicolas Ledoux. L'architecture et les fastes du temps, Bordeaux : William Blake & co, 2000
- Les dessins d'architecture au XVIIIe siècle, Paris : Bibliothèque de l'Image, 2001
- (collectif) L'art et les normes sociales au XVIIIe siècle, Paris : Maison des sciences de l'homme, 2001
- La Saline royale d'Arc-et-Senans : un monument industriel, allégorie des Lumières, 2002
- (collectif) Les éléments et les métamorphoses de la nature : imaginaire et symbolique des arts dans la culture européenne du XVIe au XVIIIe siècle, Bordeaux : William Blake & co, 2004
- (collectif) La nature citadine au siècle des Lumières : promenades urbaines et villégiatures, Bordeaux : William Blake & co, 2005
- (collectif) Claude-Nicolas Ledoux et le livre d'architecture en français ; Étienne-Louis Boullée : l'utopie et la poésie de l'art, Paris : Éditions du Patrimoine, 2006
- Claude-Nicolas Ledoux, Paris : Éditions du Patrimoine, 2006
- Le théâtre de l'Odéon : du monument de la Nation au théâtre de l'Europe : naissance du monument de loisir urbain au XVIIIe siècle, Paris : Belin, 2007
- (collectif) Coresus et Callirhoe de Fragonard : un chef-d’œuvre d'émotion, Bordeaux : William Blake & co, 2007
- Apollon dans la ville : le théâtre et l'urbanisme en France eu XVIIIe siècle, Paris : Éditions du Patrimoine, 2008
- (collectif) Le public et la politique des arts au siècle des Lumières : célébration du 250e anniversaire du premier Salon de Diderot, Bordeaux : William Blake & co, 2011